# Ignazio Arcamone
Ignazio Arcamone (Bari, c. 1615 – Rachol (Goa), 30 de abril de 1683) fue un predicador, escritor, lingüista y historiador italiano.

## Vida
Estudió humanidades en Massa Lubrense y filosofía en el Colegio Máximo de Nápoles, donde comenzó la teología. Dejó Italia en 1644 y estaba ya en Goa en 1645, donde terminó la teología. En 1647 era confesor y excelente predicador. Tenía facilidad de acomodación y facilidad de lenguas. Su vida la sintetiza él mismo al querer parecer un nativo. Se encontraba como en su casa con los portugueses, de los que se declaraba un alumno. En el sur le consideraban «natural de Malabar», y en el norte confesor y predicador fluido en varias lenguas. Fue párroco de Benaulim (1656), prefecto de estudios del colegio de Goa y rector de Rachol desde 1679.
Dominaba la lengua konkaní, en la que escribió varios libros notables: uno sobre el purgatorio, una explicación y trozos del evangelio, Sagllea Varussache Vangel, y la «lanua Indica» donde compara el latín, el konkaní y marati, y juzga que el konkaní (al que llama «lingua concanica») es distinta del marati. Por fin, su comentario, «De Sasatana Peninsula», que demuestra su conocimiento de la geografía e historia de Salsete, región donde pasó gran parte de su vida.

## Obras
- Purgatorii Commentarium Concanice Compositum = Purgatorii Sassary Ttica (Rachol, 1663).
- Explicacões Assumptos nos Evangelhos Dominicais de todo o ano em lingua Concanny (Rachol, 1667).
- «De Sasatana Peninsula», ed. L. R. Fernandes, a.c. 85-119.
- «lanua Indica sive pro Concanica et Decanica Lingua Manuale Indis ingressuris peropportunum», BNL, Fundo Gêral, Ms 3049.
- «Lusiadis Leoninae libri duodecim Carmen heroicum [1678]», BNL, Fundo Gêral, Ms 7573.